# Vetus Latina
Vetus Latina gammel latin er en fællesbenævnelse for den store gruppe latinske bibeloversættelser, der havde været i brug fra det 2. århundrede, til Hieronymus' standardiserede og autoriserede latinske oversættelse, Vulgata, kom i det 5. århundrede.
Med kristendommens udbredelse i Romerriget var det mere og mere almindeligt med latinske oversættelser i stedet for de græske. I Nordafrika, Spanien, England, Gallien og Germanien fandtes et utal af latinske bibeloversættelser, ofte af stærkt svingende karakter og kvalitet – og ofte oversættelser af lokale lærde.
Derfor var der også ofte uoverensstemmelse mellem oversættelserne.
De ældste af de latinske oversættelser findes ikke i Rom, som man ellers kunne forvente, men i de romerske provinser i det nordlige Afrika, hvor især Cyprianus, biskop i Karthago, var med til at udbrede latin. I Rom var sproget blandt de kristne græsk helt op til det 3. århundrede. Paulus skrev sine breve på græsk, lige som flertallet af de romerske biskopper talte græsk.
I Torino i Italien findes fragmenter af den bibel, Cyprianus benyttede. Den kaldes Codex Bobbiensis og indeholder brudstykker af Markusevangeliet og Mattæusevangeliet. I Paris findes fragmenter af Johannes' Åbenbaring og Apostlenes Gerninger fra samme Bibel. De kaldes Codex Floriacensis. Endelig findes Codex Palatinus i Trento, et skrift fra det 5. århundrede af nordafrikansk oprindelse.
Et andet interessant vetus latina skrift er Codex Colbertinus, der også bærer præg af den nordafrikanske indflydelse. Disse afrikanske bibler er spændende. Dels kan de fortælle os om den tidlige kristendoms udbredelse i Nordafrika, dels kan de give vigtige oplysninger om de græske skrifter, de er oversat efter.
De er omend indirekte de tidligste øjenvidner til de originale græske skrifter og dermed tættere på forfatterne end de bibler, der kom i kølvandet på Vulgata. Ofte kan de tidsbestemmes, idet vi har kendskab til de biskopper og kirkefædre, der benyttede dem.
Mange af de senere græske og latinske oversættelser mangler geografiske referencer og tilknytning til enkeltpersoner.
I det 4. århundrede og 5. århundrede ser man de første europæiske latinske oversættelser, Codex Vercellensis og Codex Veronensis fra henholdsvis Vercelli og Verona. To interessante bibler af både historisk og religiøs betydning.
Med Vulgata fik man i det 5. århundrede et fælles skrift, der omend modstræbende i begyndelsen hurtigt bredte sig i den kristne verden, og som med tiden blev benyttet til oversættelser til lokale sprog.

## Eksterne link og kildehenvisninger
- Benediktinerkloster Beuron – Veus Latina Arkiveret 31. marts 2008 hos  Wayback Machine
- Bible Research – The old latin version
- Vetus Latina – Resources for the Old Latin Bible

| Religion | Spire Denne religionsartikel er en spire som bør udbygges. Du er velkommen til at hjælpe Wikipedia ved at udvide den. |